# Ionia County
Ionia County ist ein County im Bundesstaat Michigan der Vereinigten Staaten. Der Verwaltungssitz (County Seat) ist Ionia. Das U.S. Census Bureau hat bei der Volkszählung 2020 eine Einwohnerzahl von 66.804 ermittelt.

## Geographie
Das County liegt südlich des geographischen Zentrums der Unteren Halbinsel von Michigan und hat eine Fläche von 1503 Quadratkilometern, wovon 18 Quadratkilometer Wasserfläche sind. Es grenzt im Uhrzeigersinn an folgende Countys: Clinton County, Eaton County, Barry County, Kent County und Montcalm County.

## Geschichte
Ionia County wurde 1831 aus Teilen des Mackinac County und freiem Territorium gebildet. Benannt wurde es nach Ionien, einer antiken Landschaft an der Westküste Kleinasiens, der heutigen Türkei.
15 Bauwerke und Stätten des Countys sind im National Register of Historic Places eingetragen (Stand 25. November 2017).

## Demografische Daten

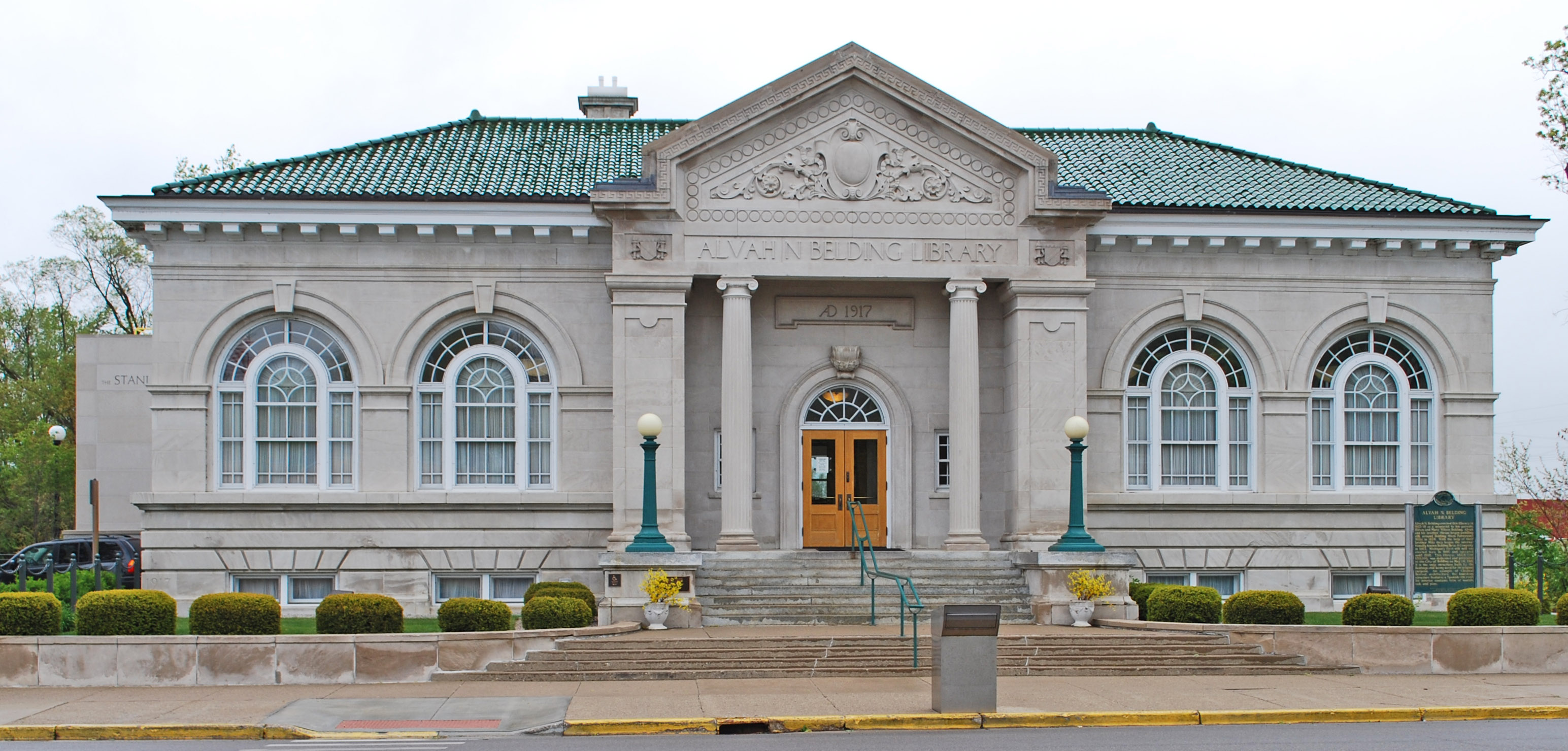
Alvah N. Belding Memorial Library, gelistet im NRHP

Nach der Volkszählung im Jahr 2000 lebten im Ionia County 61.518 Menschen in 20.606 Haushalten und 15.145 Familien. Die Bevölkerungsdichte betrug 41 Einwohner pro Quadratkilometer. Ethnisch betrachtet setzte sich die Bevölkerung zusammen aus 91,96 Prozent Weißen, 4,56 Prozent Afroamerikanern, 0,56 Prozent amerikanischen Ureinwohnern, 0,32 Prozent Asiaten, 0,01 Prozent Bewohnern aus dem pazifischen Inselraum und 1,04 Prozent aus anderen ethnischen Gruppen; 1,55 Prozent stammten von zwei oder mehr Ethnien ab. 2,78 Prozent der Bevölkerung waren spanischer oder lateinamerikanischer Abstammung.
Von den 20.606 Haushalten hatten 38,1 Prozent Kinder unter 18 Jahren, die bei ihnen lebten. 58,7 Prozent waren verheiratete, zusammenlebende Paare, 10,1 Prozent waren allein erziehende Mütter und 26,5 Prozent waren keine Familien. 21,9 Prozent waren Singlehaushalte und in 8,9 Prozent lebten Menschen im Alter von 65 Jahren oder darüber. Die Durchschnittshaushaltsgröße betrug 2,70 und die durchschnittliche Familiengröße lag bei 3,15 Personen.
26,9 Prozent der Bevölkerung waren unter 18 Jahre alt. 11,5 Prozent zwischen 18 und 24 Jahre, 31,0 Prozent zwischen 25 und 44 Jahre, 20,5 Prozent zwischen 45 und 64 Jahre und 10,0 Prozent waren 65 Jahre oder älter. Das Durchschnittsalter betrug 33 Jahre. Auf 100 weibliche Personen kamen 115,2 männliche Personen. Auf 100 Frauen im Alter von 18 Jahren und darüber kamen statistisch 120,4 Männer.
Das jährliche Durchschnittseinkommen eines Haushalts betrug 43.074 USD, das Durchschnittseinkommen einer Familie 49.797 USD. Männer hatten ein Durchschnittseinkommen von 36.995 USD, Frauen 25.443 USD. Das Prokopfeinkommen betrug 17.451 USD. 6,8 Prozent der Familien und 8,7 Prozent der Bevölkerung lebten unterhalb der Armutsgrenze.

## Orte im County
- Belding
- Berlin Center
- Campbell Corners
- Clarksville
- Collins
- Cooks Corners
- Elmdale
- Frost Corners
- Hubbardston
- Ionia
- Lake Odessa
- Lyons
- Matherton
- Muir
- Orleans
- Palo
- Pewamo
- Portland
- Prairie
- Saranac
- Shiloh
- Smyrna
- South Ionia
- Tremaine Corners
- West Sebewa

Townships
- Berlin Township
- Boston Township
- Campbell Township
- Danby Township
- Easton Township
- Ionia Township
- Keene Township
- Lyons Township
- North Plains Township
- Odessa Township
- Orange Township
- Orleans Township
- Otisco Township
- Portland Township
- Ronald Township
- Schoolcraft Township